# Castulo shepherdi
Castulo shepherdi är en fjärilsart som beskrevs av Newman 1856. Castulo shepherdi ingår i släktet Castulo och familjen björnspinnare. Inga underarter finns listade i Catalogue of Life.